# Plataformas de crecimiento

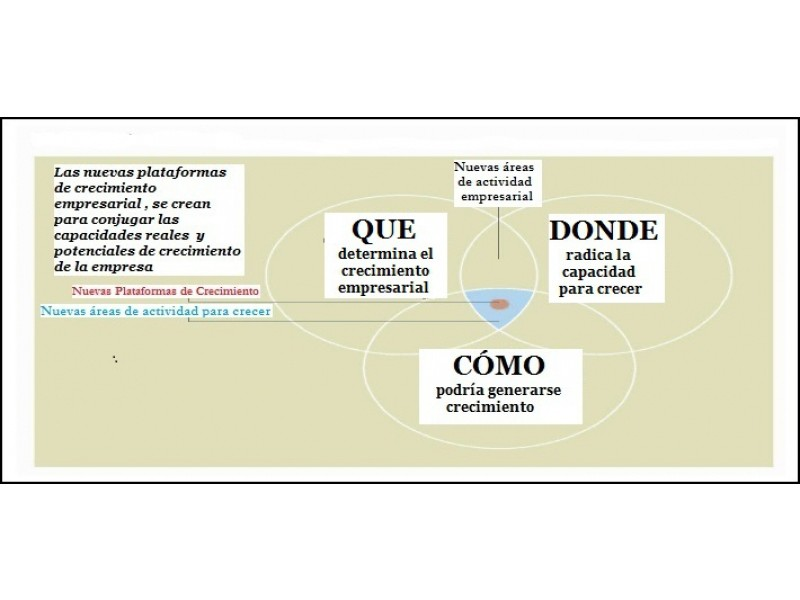
Modelo de plataformas de crecimiento

Las plataformas de crecimiento (en inglés: Growth Platforms) son iniciativas empresariales específicamente diseñadas para que las empresas vean incrementar sus ingresos y ganancias.

## Tipos de plataformas de crecimiento
Existen dos tipos de plataformas de crecimiento:
1. Plataformas estratégicas: iniciativas a largo plazo que tardan entre 3 y 6 años de implementar en la estructura empresarial.
2. Plataformas tácticas: tardan menos en implementarse ya que tratan iniciativas a corto plazo y sus resultados se basan en el presupuesto anual actual de la empresa.

## Etapas de la estrategia de crecimiento
Existen 3 etapas, o fases, de implementación del proceso del plan de crecimiento empresarial, que básicamente responden a tres preguntas concretas:
1. Análisis estratégico, o "¿Dónde estamos en este momento?": Analizando el entorno empresarial (interno, externo, o el vínculo entre ambos a través de procesos como el marketing), valorando los recursos actuales de la empresa o los que puede llegar a poseer, y evaluando las expectativas y objetivos de los propietarios, inversores y/o accionistas.
2. Opción estratégica, o "¿Adónde queremos llegar?": Generando opciones relativas al estudio estratégico, evaluándolas en base a factores como aceptabilidad, viabilidad y sostenibilidad, y optando por la estrategia más aplicable.
3. Implementación estratégica, o "¿Cómo llegamos allí?": Logrando la estructura organizacional adecuada, definiendo los recursos físicos y financieros, estructurando los sistemas y recursos humanos por medio de la implementación de procesos variables.